# Seikantunneln
Seikantunneln i Japan är världens näst längsta järnvägstunnel. Den är 53,85 kilometer lång och går under Tsugarusundet mellan de två största japanska öarna, Honshu och Hokkaido.

## Konstruktion

Tvärsnitt av undervattenssektionen. (1) Huvudtunnel, (2) servicetunnel, (3) pilottunnel, (4) hopkopplingstunnel

Profil över Seikantunneln (1)änden på Honshū, (2) Tappi-Kaitei Station, (3) Yoshioka-Kaitei station (4) änden på Hokkaidō.

Undersökningar för bygget påbörjades 1946, själva konstruktionen påbörjades 1964 och tunneln öppnade 1988.
Av tunnelns 53,85 km längd går 23,30 km under havet och 30,55 km underjordisk sträckning på land. Det är drivet tre parallella tunnlar, en pilottunnel som drevs först för att undersöka de geologiska förutsättningarna, en servicetunnel och den dubbelspåriga järnvägstunneln. Järnvägstunneln har största gradient 12 promille och minsta kurvradie 6,5 km. Tunneln går hela tiden minst 100 m under havsbotten och största vattendjupet ovan tunneln är 140 m. Tunneln ventileras kontinuerligt genom de sluttande entrétunnlarna till de underjordiska stationerna och det pumpas upp 20 ton vatten per minut ur tunneln.
Projektet var från början att bygga en smalspårig järnvägstunnel men efter sex års arbete på tunneln ändrades planerna så att tunneln skulle byggas större för att rymma shinkansen. Till en början använde man tunnelborrmaskiner, men berget visade sig vara av en kvalitet som inte dessa klarade av. Konstruktionen av tunneln gjordes genom sprängning där berget var hårt och genom bilning där det var mjukare. Det var stora problem med inläckande vatten under konstruktionen. 1976 kom det största problemet när 80 ton vatten per minut vällde in i tunneln, 1,5 km av tunneln vattenfylldes och det tog 5 månader att komma igång med konstruktionen igen. Efter det gick man över till att injicera berget med betong för att stabilisera inför tunneldrivningen. Arbetet bedrevs i treskift under svåra förhållanden, hög temperatur och ofta mycket vatten. 34 arbetare omkom under arbetet med tunneln.

## Treskensspår

Treskensspår

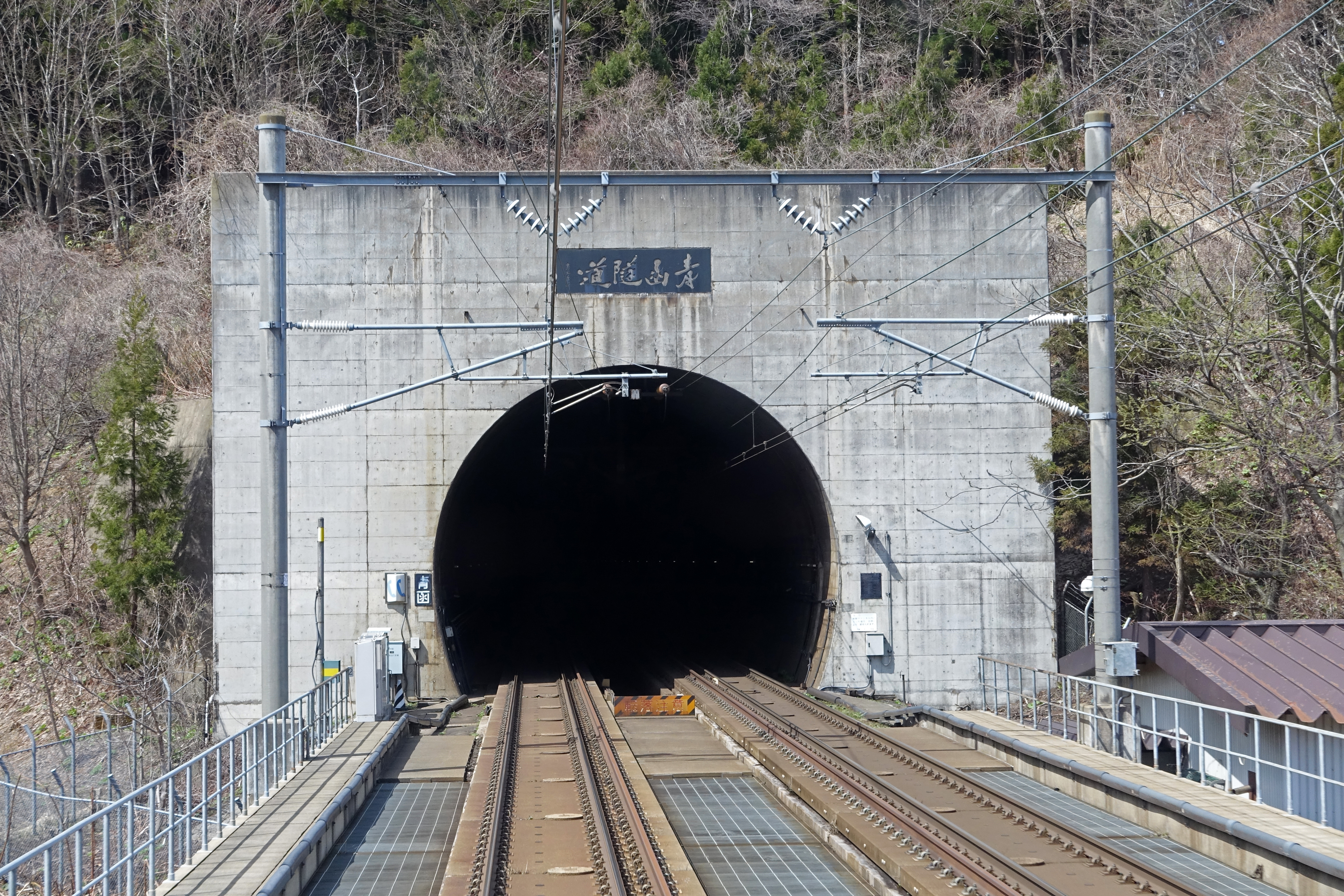
Tunnelmynningen på Honshu.

Tunneln är en del av den smalspåriga (1067 mm) Tsugaru-Kaikyolinjen och används på den för godstrafik och normalspåriga Hokkaido Shinkansen för höghastighetståg. 
För att båda tågtyperna ska kunna trafikera tunneln har den och delar av de anslutande bansträckningarna utrustats med treskensspår. Det är en total längd av 82 km som även inbegriper tre andra tunnlar.
Tunneln byggdes redan från början för att hysa den sedan länge planerade Hokkaido Shinkansen. Infästningen av rälerna sker på betongplattor. Dessa har redan från början den bredd som behövs för Shinkansen och byggdes med färdiga infästningspunkter för en tredje räl i normal spårvidd. Tunneln har kompletterats till treskensspår. Samtidigt som den tredje rälen installerades byttes även den gemensamma rälen ut.
Även elsystemet är olika mellan konventionella tåg och Shinkansen i Japan och tunneln har konverterats till matning med 25 kV spänning enligt Shinkansenstandard och denna matning används av alla tåg. Förutom den elektriska spänningshöjningen byttes även kontaktledningen ut till en tyngre ledning med högre mekanisk spänning enligt höghastighetstågens krav. Eftersom tågen genom systemet med tre räler inte har samma symmetrilinje har kontaktledningen hängts mellan de respektive tågtypernas mittlinje så att de kommer att ligga något förskjutna men inom pantografernas kapacitet. JR Kamotsu har tagit fram en ny lokmodell som kan köra med både elsystem och signalsystem enligt Shinkansenstandard som används för godståg på sträckningarna som går på treskensspåret genom tunneln.

### Train on Train
Ett problem med samtrafik av Shinkansen och godstrafik genom tunnlarna med treskensspår är att de smalspåriga godstågen riskerar att spåra ur av tryckvågen då de möter ett Shinkansen som färdas i hög fart. JR Hokkaido driver därför sedan 2005, (från 2010 tillsammans med JR Kamotsu) ett projekt 'Train on Train' som går ut på att ställa smalspåriga godsvagnar på normalspåriga och kunna köra godstågen i 200 km/h på treskensspåret och även kunna möta Shinkansen i högre hastighet.

## Trafik
Tunneln trafikeras av 13 Shinkansenavgångar och upp till 51 godståg om dagen.
Problemet med att godståg inte kan möta Shinkansen som går i hög hastighet i tunnlar avhjälpes genom att begränsa hastigheten för Shinkansen till 140 km/h, och för godståg till 110 km/h i tunneln 2019 höjdes hastighetsgränsen för Shinkansen till 160 km/h. Eftersom treskensspåret trafikeras av så många godståg är det inte ett alternativ att köra dem endast när inget Shinkansen är i tunneln. Under helger med mindre godstrafik med början i nyåret 2020/2021 och Golden Week 2021 kan ett antal Shinkansenavgångar köra genom tunneln i 210 km/h när det inte finns tågmöten med godståg och  därmed spara 3 minuters restid.
Innan Hokkaido Shinkansen färdigställts trafikerades Tsugaru-Kaikyolinjen även av persontåg. 2001 gick det 11 persontåg per dag mellan Aomori på Honshu och Hakodate på Hokkaido medan det gick upp till 52 godståg.

## Stationer

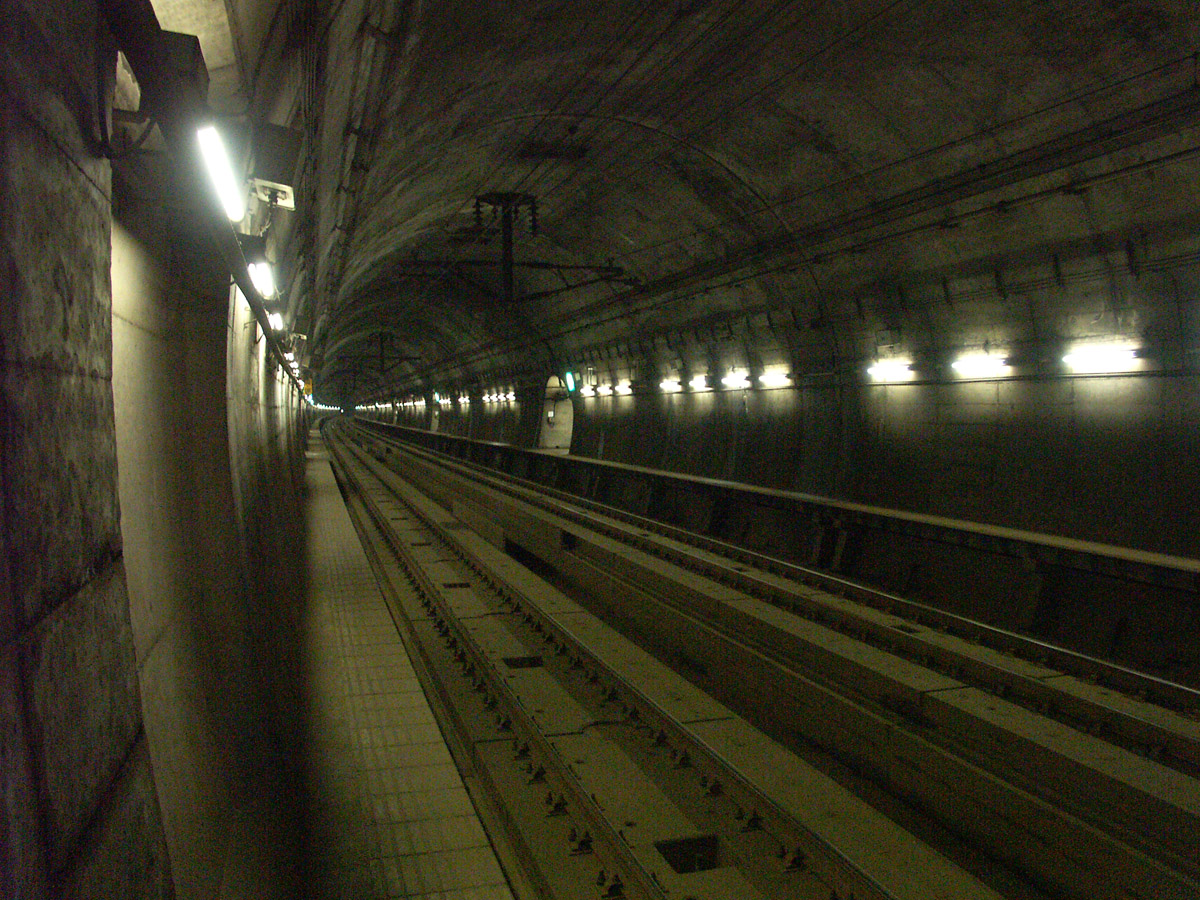
Seikantunneln vid Yoshioka station. Observera den asymmetriska placeringen av rälerna på betongplattorna, som ger plats för en tredje räl för Shinkansen. Bilden är tagen innan spåret uppgraderades till treskensspår.

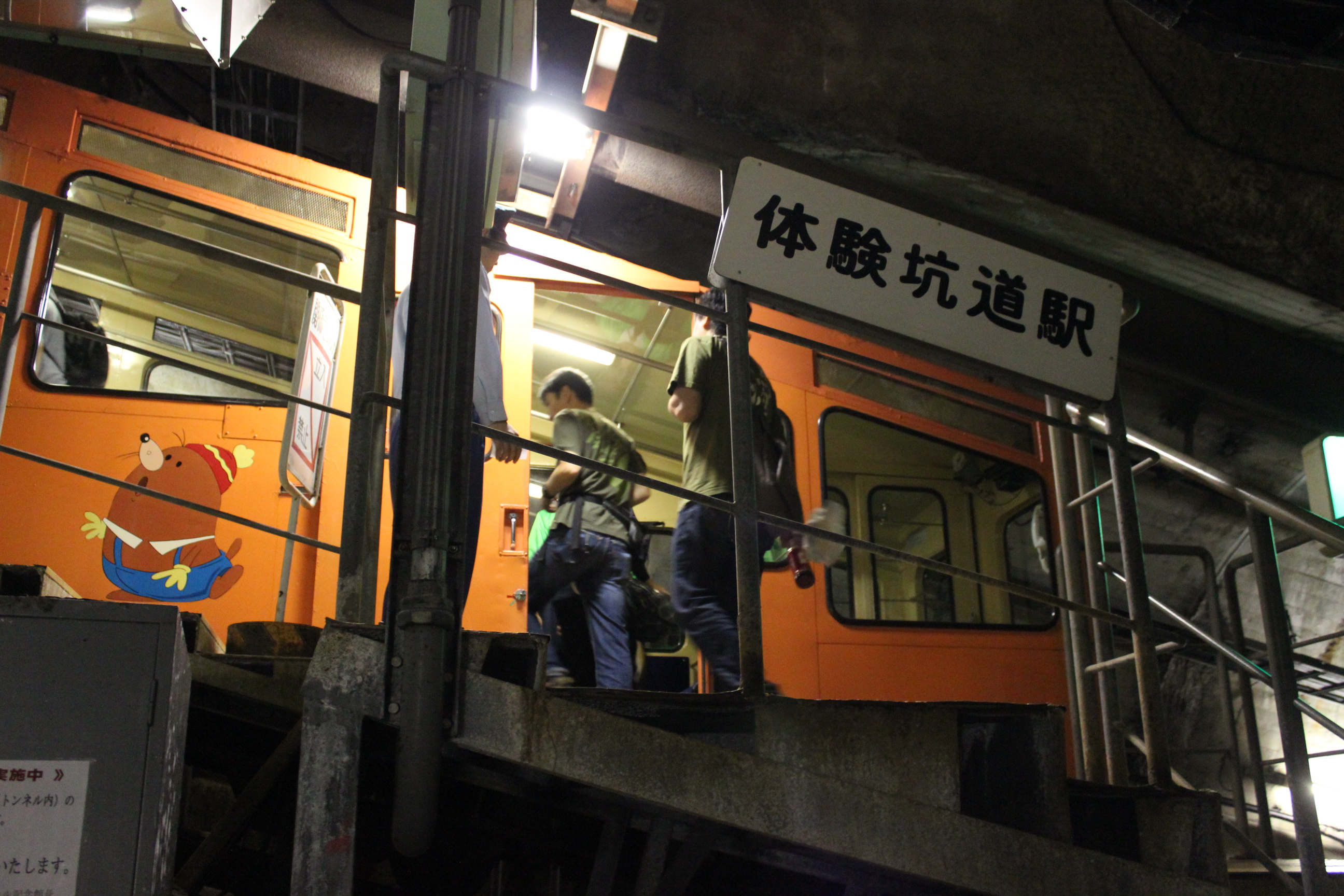
Bergbanan Mogura vid stationen Taiken-koudou som är bottenstationen vid Tappi.

Det finns två stationer under havsnivå i tunneln, Yoshioka 149,5 m u.h. på Hokkaidosidan och Tappi 135 m u.h. på Honshusidan. Båda är primärt byggda av säkerhetsskäl för att kunna utrymma tåg i tunneln och är utrustade med bergbana för att komma upp till marknivån. Tappi hade fram till 2014 en utställning över tunnelbygget och även guidade visningar. Båda stationerna är numer stängda för trafik. Tappi kom till användning som utrymningsstation första gången 2015 då rökutveckling upptäckts på ett persontåg.